# Giulio Lorandi
Giulio Lorandi (Bergamo, 1914 – Bergamo, 1974) è stato un compositore e pianista italiano.

## Biografia
Allievo dell'Istituto musicale Gaetano Donizetti di Bergamo, di Agostino Donni e Roberto Casiraghi, studiò composizione con Giselda Calderani e pianoforte con Achille Bedini.
Scrisse numerose pagine pianistiche, da camera, e un'opera, dal titolo Egle data al Teatro Donizetti il 26 marzo 1936.